# Демьянцы (Решетиловский район)
Демьянцы (укр. Дем'янці) — село,
Лиманский-Второй сельский совет,
Решетиловский район,
Полтавская область,
Украина.
Код КОАТУУ — 5324281504. Население по переписи 2001 года составляло 5 человек.

## Географическое положение
Село Демьянки находится в 2,5 км от правого берега реки Говтва,
на расстоянии в 0,5 км от села Братешки.
По селу протекает пересыхающий ручей с запрудой.
Рядом проходит железная дорога, станция Братешки в 1,5 км.